# Grevesmühlener FC
Der Grevesmühlener FC ist ein deutscher Fußballclub aus Grevesmühlen in Mecklenburg-Vorpommern.

## Geschichte und sportlicher Werdegang

Logo der BSG Grevesmühlen

Blau-Weiß Grevesmühlen ging aus der im Rahmen der Neuorganisation des Sports in der Sowjetischen Besatzungszone (SBZ) 1945 gegründeten Sportgemeinschaft (SG) Grevesmühlen hervor. Als Anfang der 1950er-Jahre der Sport in der inzwischen ins Leben gerufenen DDR auf eine neue ökonomische Basis in Form von Betriebssportgemeinschaften (BSG) umgestellt wurde, kam es am 25. November 1951 zur Gründung der BSG Empor Grevesmühlen. Am 1. Januar 1958 erfolgte die Umbenennung in BSG Einheit Grevesmühlen. Der Name „Einheit“ stand für einen Trägerbetrieb aus der staatlichen Verwaltung. Die Fußballer pendelten in den ersten Jahren nach Gründung der DDR zwischen der bis zur Auflösung der DDR-Länder existierenden Landesliga Mecklenburg sowie der 1952 eingeführten Bezirksliga Rostock und der im Ligensystem darunter liegenden Bezirksklasse. Zu SBZ-Zeiten erreichte die SG Grevesmühlen mit dem siebten Platz in der Landesliga 1947 ihr bestes Ergebnis.
Die sportlich erfolgreichste Zeit der BSG Einheit waren die 1970er-Jahre, in denen die Sektion Fußball insgesamt drei Spielzeiten (1971/72, 1975/76 und 1976/77) in der zweitklassigen DDR-Liga spielte. Allerdings landete man sowohl 1972 als auch 1977 auf einem Abstiegsplatz, lediglich in der Saison 1975/76 gelang der BSG mit einem zehnten Platz der Klassenerhalt. Damit nimmt die Mannschaft in der Ewigen Tabelle der DDR-Liga den 141. Rang ein. Eine Rückkehr in eine überregionale Spielklasse gelang Einheit Grevesmühlen nicht mehr, sodass die BSG in den 1980er-Jahren nur noch auf Bezirksebene spielte.
Nach der deutschen Wiedervereinigung wurde wie in der Vorkriegszeit und danach in der Bundesrepublik die Gründung von Sportvereinen möglich. So gründeten die bisherigen BSG-Mitglieder 1991 den Sportverein Blau-Weiß Grevesmühlen. In ihm entstanden nach und nach u. a. die Abteilungen Fußball, Handball, Badminton, Basketball, Judo, Tennis, Tischtennis, Turnen, Volleyball und Leichtathletik. 1998 wurde die in der Bezirksliga (7. Liga) spielende Erste Männermannschaft aus dem Verein herausgelöst, die seitdem als Grevesmühlener FC auftritt. Ihr gelang 2003 der Aufstieg in die seit 2008 siebtklassige Landesliga, in der sie bis zum Abstieg im Jahr 2012 aktiv war. Nach einer Saison in der Landesklasse Staffel VI gelang der Mannschaft die sofortige Rückkehr in die Landesliga West zur Saison 2013/14. Nach dem Abstieg in der Folgesaison wurde man in der Kreisliga Schwerin-Nordwestecklenburg Meister und stieg in die Kreisoberliga auf. Seitdem pendelt der GFC hin und wieder zwischen den beiden Ligen.

## Fußballspieler in der DDR-Oberliga und DDR-Nationalmannschaft
- Timo Lange, ab 1986 BSG Stahl Brandenburg (102 OL-Spiele), 1992 FC Hansa Rostock (165 BL-Spiele)
- Herbert Pankau, ab 1960 SC Empor / FC Hansa Rostock (257 OL-Spiele, 25 A-Länderspiele)